# أبخورك (قلعة أصغر)
أبخورك (بالفارسية: آبخورک) هي قرية تقع في إيران في ناحية لاله زار. يقدر عدد سكانها بـ 50 نسمة بحسب إحصاء 2016.